# سهره بال‌زرشکی آفریقایی
سهره بال‌زرشکی آفریقایی (نام علمی: Rhodopechys alienus) یک سهره تنومند رنگ‌پریده با نوک سنگین و مایل به زرد است. در کوه‌های اطلس مراکش و الجزایر یافت می‌شود. در گذشته زیرگونه‌ای از سهره بال‌زرشکی آسیایی در نظر گرفته می‌شد. طول متوسط آن ۱۳ سانتیمتر (۵٫۱ اینچ) و طول دوسر بال حدود ۳۲ سانتیمتر (۱۳ اینچ) است. به‌طور کلی قهوه‌ای روشن است، با شکم میانی مایل به سفید، کلاهک سیاه و طرح صورتی روی بال‌ها و دم، ماده کمی کدرتر از نر است.